# Dobielut
Dobielut – staropolskie imię męskie, złożone z członów Dobie- ("stosowny, zdatny" albo "waleczny, dzielny") i -lut ("srogi, okrutny, dziki", por. luty). Imię to mogło oznaczać "waleczny i srogi".
Dobielut imieniny obchodzi 13 września.